# Rogers Cup 2017
Der Rogers Cup 2017 war ein Tennisturnier der WTA Tour 2017 für Damen in Toronto sowie ein Tennisturnier der ATP World Tour 2017 für Herren in Montreal, das vom 7. bis 13. August 2017 stattfand.

## Herren
→ Hauptartikel: Rogers Cup 2017/Herren
→ Qualifikation: Rogers Cup 2017/Herren/Qualifikation

## Damen
→ Hauptartikel: Rogers Cup 2017/Damen
→ Qualifikation: Rogers Cup 2017/Damen/Qualifikation